# جبال‌بارزی
جبال‌بارزی، ایلی فارسی‌زبان و شیعه‌مذهب در استان کرمان است. ایشان ساکن کوهستان جبال بارز هستند و در شهرستان‌های بم، جیرفت، کهنوج و مشیز ییلاق و قشلاق می‌کنند.
قدیمی‌ترین مآخذ دربارهٔ جبال‌بارزی‌ها یعنی کارنامه اردشیر بابکان حضور ایشان در کرمان را به زمان ساسانیان می‌رساند، جایی که از برخورد اردشیر بابکان و بارزان در سال‌های نخستین حکومت وی صحبت شده‌است. ایل به زیررده‌های طایفه، تیره، احشوم و خانوار تقسیم می‌شود و سرشماری سال ۱۳۶۶ این ایل را شامل طایفه طیاری خمسه، سنجری ، صفوی،سعیدی، صباحی،امجزی، جبال بارزی خانکی، جرجندی یا گرگندی، امیری دوماری، مسکونی، توکلی و جعفری که هرکدام از چند تیره تشکیل می‌شوند (جمعا ۷۱ تیره) و ۵۲۸ احشام می‌داند.